# Discografia dei Parkway Drive
La discografia dei Parkway Drive, gruppo musicale australiano attivo dal 2003, si compone di sette album in studio, un album dal vivo, uno split album, un EP e due DVD.

## Album in studio
| Anno | Titolo                                                                                                | Classifiche | Classifiche | Classifiche | Classifiche | Classifiche | Classifiche | Classifiche | Classifiche | Classifiche | Classifiche | Certificazione AUS |
| Anno | Titolo                                                                                                | AUS         | AUT         | DEU         | NZL         | SWI         | UK          | UK Rock     | US          | US Indie    | US Rock     | Certificazione AUS |
| ---- | --- | ----------- | ----------- | ----------- | ----------- | ----------- | ----------- | ----------- | ----------- | ----------- | ----------- | ------------------ |
| 2005 | Killing with a Smile - Pubblicato: 12 settembre - Etichetta: Resist Records, Epitaph Records          | 39          | —           | —           | —           | —           | —           | —           | —           | —           | —           |                    |
| 2007 | Horizons - Pubblicato: 6 ottobre - Etichetta: Resist Records, Epitaph Records                         | 6           | —           | —           | —           | —           | —           | —           | —           | —           | —           |                    |
| 2010 | Deep Blue - Pubblicato: 25 giugno - Etichetta: Resist Records, Epitaph Records, Burning Heart Records | 2           | 68          | 46          | 21          | 84          | 112         | 11          | 39          | 4           | 7           | Oro                |
| 2012 | Atlas - Pubblicato: 26 ottobre - Etichetta: Resist Records, Epitaph Records                           | 3           | 33          | 22          | 12          | 57          | 48          | 3           | 32          | 5           | 8           | Oro                |
| 2015 | Ire - Pubblicato: 25 settembre - Etichetta: Resist Records, Epitaph Records                           | 1           | 11          | 8           | 15          | 12          | 23          | 3           | 29          | 3           | 4           | Oro                |
| 2018 | Reverence - Pubblicato: 4 maggio - Etichetta: Resist Records, Epitaph Records                         | 1           | 6           | 3           | 34          | 3           | 14          | 2           | 68          | 2           | 4           |                    |
| 2022 | Darker Still - Pubblicato: 9 settembre - Etichetta: Resist Records, Epitaph Records                   | —           | —           | —           | —           | —           | —           | —           | —           | —           | —           |                    |

## Extended play
| Anno | Titolo                                                                                                |
| ---- | --- |
| 2003 | Split CD (con gli I Killed the Prom Queen) - Pubblicato: maggio - Etichetta: Final Prayer Records     |
| 2004 | Don't Close Your Eyes - Pubblicato: 1º giugno - Etichetta: indipendente (2004), Resist Records (2006) |

## Album dal vivo
| Anno | Titolo                                                                 |
| ---- | ---------------------------------------------------------------------- |
| 2020 | Viva the Underdogs - Pubblicato: 27 marzo - Etichetta: Epitaph Records |

## Singoli
| Anno | Titolo                | Classifiche | Classifiche | Classifiche    | Album di provenienza |
| Anno | Titolo                | AUS         | AUS Digital | USA Main. Rock | Album di provenienza |
| ---- | --------------------- | ----------- | ----------- | -------------- | -------------------- |
| 2010 | Sleepwalker           | —           | —           | —              | Deep Blue            |
| 2012 | Dark Days             | 71          | —           | —              | Atlas                |
| 2012 | Old Ghost/New Regrets | —           | —           | —              | Atlas                |
| 2013 | Wild Eyes             | —           | —           | —              | Atlas                |
| 2015 | Vice Grip             | 88          | —           | 19             | Ire                  |
| 2015 | Crushed               | —           | —           | —              | Ire                  |
| 2015 | The Sound of Violence | —           | —           | —              | Ire                  |
| 2015 | Fractures             | —           | —           | —              | Ire                  |
| 2016 | Devil's Calling       | —           | —           | 34             | Ire                  |
| 2016 | Bottom Feeder         | —           | —           | —              | Ire                  |
| 2018 | Wishing Wells         | —           | 45          | —              | Reverence            |
| 2018 | The Void              | —           | —           | 21             | Reverence            |
| 2018 | Prey                  | —           | —           | —              | Reverence            |
| 2022 | Glitch                | —           | —           | —              | Darker Still         |
| 2022 | The Greatest Fear     | —           | —           | —              | Darker Still         |

## Videografia

### Album video
| Anno | Titolo                                                                                         | Classifica AUS | Certificazione AUS |
| ---- | ---------------------------------------------------------------------------------------------- | -------------- | ------------------ |
| 2009 | Parkway Drive: The DVD - Pubblicato: 22 settembre - Etichetta: Resist Records, Epitaph Records | 2              | Platino            |
| 2012 | Home Is for the Heartless - Pubblicato: 6 luglio - Etichetta: Resist Records, Epitaph Records  | 1              | Platino            |

### Video musicali
| Anno | Titolo                  | Regista                       |
| ---- | ----------------------- | ----------------------------- |
| 2006 | Smoke 'Em If Ya Got 'Em | ?                             |
| 2007 | Boneyards               | Eric Zunkley                  |
| 2010 | Sleepwalker             | Winston McCall e Aaron Briggs |
| 2011 | Karma                   | Caleb Graham                  |
| 2011 | Unrest                  | ?                             |
| 2012 | Dark Days               | Aaron Hymes                   |
| 2013 | Wild Eyes               | Aaron Hymes                   |
| 2015 | Vice Grip               | Frankie Nasso                 |
| 2015 | Crushed                 | Carlo Oppermann               |
| 2016 | Devil's Call            | Frankie Nasso                 |
| 2016 | Bottom Feeder           | Third Eye Visuals             |
| 2018 | Wishing Wells           | Third Eye Visuals             |
| 2018 | The Void                | Allan Hardy                   |
| 2018 | Prey                    | Neal Walters                  |
| 2022 | Glitch                  | Allan Hardy                   |
| 2022 | The Greatest Fear       | James Chappell                |